# 南邦达马区

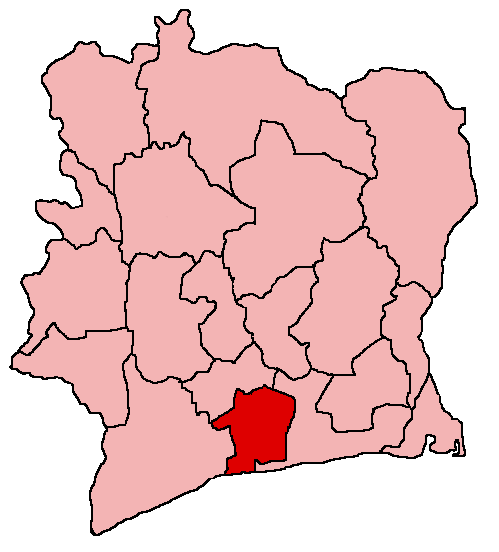
南邦达马区

南邦达马区（法文：Région du Sud-Bandama）是科特迪瓦一九区之一，首府迪沃 (法文:Divo).
区有2个省(départements):
- 迪沃省 Département du Divo
- 拉科塔省 Département du Lakota

面积10,650 平方公里，2000年人口735,100 人。  　 　 
5°40′N 5°30′W / 5.67°N 5.5°W